# Neville Duke

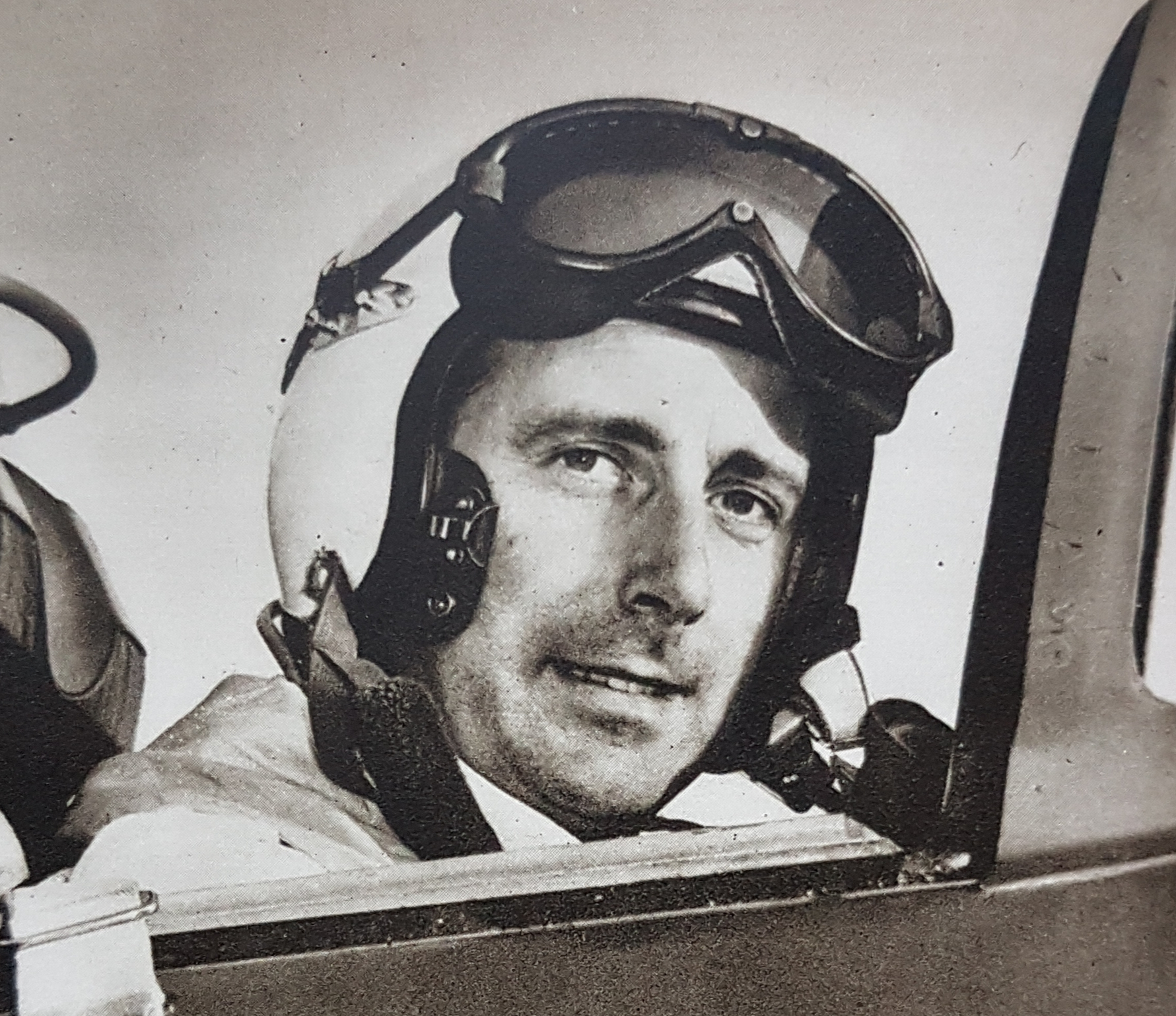
Neville Duke

Neville Frederick Duke (* 11. Januar 1922 in Tonbridge, Großbritannien; † 8. April 2007) war ein britischer Jagdflieger des Zweiten Weltkriegs und späterer Testpilot.
Er trat 1940 als Kadett der Royal Air Force bei. Im April 1941 erfolgte der Einsatz im No. 92 Squadron in Biggin Hill, das gerade mit Supermarine Spitfire Mk. V ausgerüstet worden war. Bis Ende August 1941 erzielte er zwei Abschüsse. Der Kommandeur des Biggin Hill Geschwaders, Wing Commander Malan, ernannte ihn zu seinem Wingman. Danach diente er bei der 112. und 145. Fighter Squadron sowie von 1943 bis 1944 als Chief Flying Instructor bei 73. Operational Training Unit in Ägypten. Er flog die Spitfire, Tomahawk und Kittyhawk und errang 28 Luftsiege. Nach dem Krieg wurde er Testpilot bei den Hawker Flugzeugwerken und war von 1951 bis 1956 deren Chief Test Pilot. 1951 machte er den Erstflug mit der Hawker Hunter. Mit 1171 km/h gelang ihm 1953 auf diesem Flugzeugtyp ein neuer Geschwindigkeitsweltrekord der bis dahin von einer Messerschmitt Me 163 gehalten wurde. Außerdem hielt er die Streckenweltrekorde London–Rom und London–Karatschi (1949) sowie London–Kairo (1950).
1942 wurde er als Companion des Distinguished Service Order, 1953 als Officer des Order of the British Empire ausgezeichnet.
Er gab mehrere Bücher heraus: Sound barrier und Test pilot (1953), Book of flying (1954) und Book of flight (1958).